# Eremarionta
Eremarionta é um género de gastrópode  da família Helminthoglyptidae.
Este género contém as seguintes espécies:
- Eremarionta immaculata
- Eremarionta millepalmarum
- Eremarionta morongoana